# Alec Wilfred Lee
Alec Wilfred Lee, britanski general, * 20. avgust 1896, † 5. julij 1973.